# Dorina Bianchi
Dorina Bianchi (Pisa, 3 giugno 1966) è una politica italiana.
Deputata (2001-2008 e 2013-2018) e senatrice (2008-2013), ha iniziato la sua esperienza politica nel centrodestra col CCD, poi è passata al centrosinistra con La Margherita. In seguito è ritornata nell'UDC, passando poi al Popolo della Libertà, aderendo infine al Nuovo Centrodestra guidato da Angelino Alfano.

## Biografia

### Vita privata
Laureata in medicina e chirurgia, di professione neuroradiologa, è nata a Pisa da genitori calabresi: Albino, farmacista a Crotone, e Clara Ranieri, viticoltrice a Strongoli dove gestisce con il marito una tenuta che appartiene alla sua famiglia sin dai primi del ‘900. Dorina Bianchi ha sempre vissuto in Calabria, nel crotonese
Pur dichiarandosi "profondamente cattolica", nel 2016 conviveva senza essere sposata con il compagno Marcello, anche lui medico, e con il figlio Albino (Bibbi).

### Attività politica

#### Deputata alla Camera nel 2001
Dorina Bianchi ha avviato la sua esperienza politica in occasione delle elezioni politiche del 2001, quando la coalizione di centrodestra - la Casa delle Libertà - la candida nel collegio uninominale di Crotone, in quota CCD. Viene eletta alla Camera dei deputati con il 41,1%, superando per soli 85 voti il candidato de L'Ulivo.
Aderisce all'UDC e, nel corso della legislatura, è relatrice della legge 40/2004 sulla procreazione assistita, schierandosi tra i protagonisti della campagna astensionistica in occasione dei referendum abrogativi del 2005.
Nel corso della legislatura, dopo aver dimostrato una certa insofferenza all'interno del centrodestra, accusato di aver avviato scarse politiche per il Mezzogiorno, la Bianchi dapprima lascia il gruppo dell'UDC per aderire al gruppo misto, poi passa alla Margherita, avvicinandosi al gruppo di Giuseppe Fioroni, nello schieramento di centrosinistra.
Alle elezioni politiche del 2006 si candida quindi per la Camera dei deputati nella lista dell'Ulivo in Calabria, e viene eletta, assumendo l'incarico di vicepresidente della Commissione Affari sociali.
Candidata alle elezioni primarie del Partito Democratico del 2007; capolista dei “Democratici per Veltroni”, viene eletta nell'assemblea costituente nazionale del Partito Democratico.

#### Senatrice nel 2008
Alle elezioni politiche del 2008 diventa senatrice, eletta per le liste del PD in Calabria.
Il 12 febbraio 2009 viene eletta capogruppo del PD nella Commissione Igiene e Sanità del Senato in sostituzione di Ignazio Marino, noto per le sue posizioni laiche in materia di fine-vita. Durante il dibattito parlamentare sul testamento biologico la senatrice Bianchi ha più volte invocato la libertà di coscienza in vista del voto al disegno di legge Calabrò sulle dichiarazioni anticipate di trattamento (DAT), suscitando molte critiche da parte dei colleghi di partito. All'epoca si difese così: «Tutti a segnalare la mia valutazione sul testamento biologico differente dalla posizione ufficiale del partito. Però quando Ignazio Marino sulla legge elettorale vota in dissenso nessuno ne parla».
Si è inoltre espressa a favore dell'indagine conoscitiva sull'utilizzo della pillola Ru486, in dissenso col resto del partito. La sua nomina a capogruppo in commissione Sanità è stata criticata all'Assemblea dei Circoli del PD per le posizioni minoritarie portate avanti durante il suo mandato.

#### Candidatura a sindaco di Crotone
Alle elezioni comunali del 2011 è candidata a sindaco di Crotone dalla coalizione di centrodestra formata sull'accordo tra Il Popolo della Libertà e l'Unione di Centro: in tale occasione il centrodestra crotonese si presenta diviso alle elezioni, con altre due candidature riconducibili alla stessa area. Dorina Bianchi ottiene, al primo turno, il 20,35% accedendo al ballottaggio contro il sindaco uscente Peppino Vallone, con il quale avevano militato, fino a pochi anni prima, nello stesso partito. L'UdC le attenua il suo sostegno in campagna elettorale, a seguito di un comizio di Silvio Berlusconi a Crotone in cui il partito viene attaccato dal premier senza che la Bianchi reagisca: in quel frangente, l'UdC nazionale (per bocca del suo segretario Lorenzo Cesa) critica fortemente l'esistenza di un patto affinché, dopo le elezioni, la Bianchi aderisca al PdL. A questo proposito, Bianchi dichiara a un giornalista del Corriere della Sera: "scusi: tra Cesa e Berlusconi, secondo lei, chi è che mi riempie un palazzetto dello sport, eh?"
Al secondo turno, dopo avere annunciato l'apparentamento formale con le tre liste di Pasquale Senatore (ex sindaco ed ex consigliere regionale, "dissidente" del PdL) e il sostegno della candidata Giusy Regalino (candidata da un movimento che, a livello regionale, sostiene il Presidente della Regione Giuseppe Scopelliti), Dorina Bianchi ottiene il 40,59% dei consensi, sconfitta nettamente dal candidato del centrosinistra.
Il 29 giugno 2011 aderisce al PdL.

#### Di nuovo deputata alla Camera nel 2013
Alle elezioni politiche del 2013 viene rieletta alla Camera dei Deputati.
Il 16 novembre 2013, con la sospensione delle attività del Popolo della Libertà, aderisce al Nuovo Centrodestra guidato da Angelino Alfano. È vice-capogruppo di NCD alla Camera.
Il 29 gennaio 2016 viene nominata sottosegretario al Ministero dei beni e delle attività culturali e del turismo nel Governo Renzi.
Il 20 settembre 2017 partecipa come oratrice alla presentazione del libro "Xi Jinping: Governare la Cina" scritto dal presidente della Repubblica Popolare Cinese Xi Jinping, evento organizzato presso il Senato della Repubblica.

#### Recenti elezioni
Dopo 17 anni trascorsi ininterrottamente in Parlamento, non si ricandida più alle elezioni del 2018. Terminato il mandato parlamentare, torna in servizio come funzionario della Direzione generale del Ministero della Salute.
Alle elezioni del 2022 si candida, come capolista di +Europa, formazione politica guidata da Emma Bonino, per la Camera dei deputati nel collegio plurinominale della Calabria. Tuttavia non risulta eletta.